# Walter Braunfels
Walter Braunfels (19. december 1882 i Frankfurt am Main – 19. marts 1954 i Köln) var en tysk komponist, musikpædagog og pianist.
Braunfels' kompositoriske skaben er omfangsrig og meget mangeartet. Det indeholder talrige operaer, orkesterværker, kormusik såvel som lieder, kammermusik og værker for klaver. Han fik sit gennembrud som komponist i 1920'erne med operaen Die Vögel efter Aristophanes. På den tid hørte han ved siden af Franz Schreker og Richard Strauss til de mest spillede tyske operakomponister. Hans tids berømte dirigenter som Bruno Walter, Wilhelm Furtwängler og Otto Klemperer bragte hans kompositioner til fremførelse.
Braunfels så sig selv som en senromantisk-traditionel komponist følgende efter Hector Berlioz, Richard Wagner, Anton Bruckner og Hans Pfitzner. Hans tonesprog udmærker sig især ved stærkt gennemkromatiserede harmonier drevet hen til grænsen af tonaliteten – såvel som ved en meget bred udtrykspalet der rækker fra ligefrem asketisk sparsommelighed over ironiske og groteske vendinger, tilløb til musikalsk neoklassicisme og hen til ekstatiske udbrud.
Efter anden verdenskrig blev Braunfels' stil ikke længere fundet tidssvarende af repræsentanterne for den musikalske avantgarde; først i 1990'erne blev hans værker igen bragt ind i musiklivet i større udstrækning.